# Archibalds Big Lake
Archibalds Big Lake (pierwotnie Big Lake) – jezioro w kanadyjskiej prowincji Nowa Szkocja, w hrabstwie Guysborough, na północny zachód od jeziora Ocean Lake.